# Yaşar, Karkamış
Yaşar là một xã thuộc huyện Karkamış, tỉnh Gaziantep, Thổ Nhĩ Kỳ. Dân số thời điểm năm 2011 là 343 người.